# Thereuoquima admirabilis
Thereuoquima admirabilis är en mångfotingart som beskrevs av Wolfgang Bücherl 1949. Thereuoquima admirabilis ingår i släktet Thereuoquima och familjen spindelfotingar. Inga underarter finns listade i Catalogue of Life.